# Juhi Chawla
Juhi Chawla (Hindi: जूही चावला, geboren op 13 november 1967) of Juhi Chawla Mehta is een Indiase actrice, filmproducente en televisiepresentatrice.

## Biografie
Juhi Chawla studeerde aan Sydenham College in Mumbai. In 1984 werd ze Miss India. Datzelfde jaar won ze een prijs voor de beste kledij in de Miss Universe-verkiezing.
Na de missverkiezingen begon Chawla aan een filmcarrière. Ze maakte haar debuut in de Hindi-film Sultanat (1986). Daarna acteerde ze in de Kannadafilm Premaloka (1987), die een hit werd. Chawla's grote doorbraak in Bollywood was haar tweede film in Hindi: Qayamat Se Qayamat (1988), waarin ze samenwerkte met Aamir Khan, van wie men vond dat hij een goed paar met haar vormde. Na Qayamat Se Qayamat volgden andere successen, zoals Hum Hain Rahi Pyaar Ke (1993) en later ook Ishq (1997) met Aamir Khan.
Juhi Chawla vormde eveneens een goed koppel met Shahrukh Khan, met wie ze vele films maakte: Raju Ban Gaya Gentlemen, Darr, Yess Boss, Ram Jaane, Duplicate, Phir Bhi Dil Hai Hindustani, One 2 ka 4 en Bhootnath.
Behalve als actrice, heeft Juhi zich ook bewezen als mededirecteur van het productiebedrijf Dreamz Unlimited, dat ze samen met Shahrukh Khan en regisseur Aziz Mirza beheert.
Juhi Chawla is getrouwd met de magnaat Jai Mehta, met wie zij twee kinderen heeft.

### Filmografie
| Jaar | Film                             | Rol                        | Notitie                                                    |
| ---- | -------------------------------- | -------------------------- | ---------------------------------------------------------- |
| 1986 | Sultanat                         | Zarina                     |                                                            |
| 1987 | Main Hoon Aflatoon               | Radha                      | Kannada film                                               |
| 1987 | Premaloka                        | Shashikala                 | Kannada film                                               |
| 1988 | Qayamat Se Qayamat Tak           | Rashmi Singh               |                                                            |
| 1988 | Kaliyuga Karnudu                 | Jaya                       | Telugu film                                                |
| 1988 | Paruva Ragam                     | Shashikala                 | Tamil film                                                 |
| 1989 | Amar Prem                        | Deepika                    | Bengaalse film                                             |
| 1989 | Chandni                          | Devika                     | gastoptreden                                               |
| 1989 | Kindari Jogi                     | Ganga                      | Kannada film                                               |
| 1989 | Vicky Daada                      | Shyamalee                  | Telugu film                                                |
| 1989 | Love Love Love                   | Reema Goswami              |                                                            |
| 1989 | Goonj                            | Sangeeta Kalekar           |                                                            |
| 1990 | Kaafila                          | Kalpana Awasti             |                                                            |
| 1990 | Swarg                            | Jyoti                      |                                                            |
| 1990 | Pratibandh                       | Shanti                     |                                                            |
| 1990 | Tum Mere Ho                      | Paro                       |                                                            |
| 1990 | Zahreelay                        | Chamki                     |                                                            |
| 1990 | Shandaar                         | Tulsi                      |                                                            |
| 1990 | C.I.D.                           | Raksha Sharma              |                                                            |
| 1991 | Shanti Kranti                    | Jyothi                     | Kannada film                                               |
| 1991 | Mehandi Ban Gai Khoon            | Sunita                     |                                                            |
| 1991 | Shanti Kranti                    | Jyothi                     | Telugu film                                                |
| 1991 | Nattukku Oru Nallavan            | Jyoti                      | Tamil film                                                 |
| 1991 | Benaam Badsha                    | Jyoti                      |                                                            |
| 1991 | Karz Chukana Hai                 | Radha                      |                                                            |
| 1991 | Bhabhi                           | Asha                       |                                                            |
| 1992 | Apan Por                         | Swapna                     | Bengaalse film                                             |
| 1992 | Bol Radha Bol                    | Radha                      |                                                            |
| 1992 | Radha Ka Sangam                  | Radha/ Roopa               |                                                            |
| 1992 | Raju Ban Gaya Gentleman          | Renu                       |                                                            |
| 1992 | Mere Sajana Saath Nibhana        | Janki                      |                                                            |
| 1992 | Bewaffa Se Waffa                 | Ruksaar                    |                                                            |
| 1992 | Daulat Ki Jung                   | Asha Agrawal               |                                                            |
| 1993 | Lootere                          | Anjali                     |                                                            |
| 1993 | Shatranj                         | Radha                      |                                                            |
| 1993 | Izzat Ki Roti                    | Jyoti Prasad               |                                                            |
| 1993 | Pehla Nasha                      | haarzelf                   | cameo                                                      |
| 1993 | Tadipaar                         | rajkumari                  | gastoptreden                                               |
| 1993 | Aaina                            | Reema Mathur               |                                                            |
| 1993 | Hum Hain Rahi Pyaar Ke           | Vyaijanti Iyer             |                                                            |
| 1993 | Darr                             | Kiran Awasti               |                                                            |
| 1994 | Kabhi Haan Kabhi Na              | verdwaalde vrouw           | cameo                                                      |
| 1994 | Eena Meena Deeka                 | Meena                      |                                                            |
| 1994 | The Gentleman                    | Rani                       |                                                            |
| 1994 | Andaz                            | Saraswati                  |                                                            |
| 1994 | Andaz Apna Apna                  | haarzelf                   | gastoptreden                                               |
| 1994 | Ghar Ki Izzat                    | Geeta                      |                                                            |
| 1994 | Bhagyawan                        | Geeta                      |                                                            |
| 1994 | Paramaatma                       | Rajni                      |                                                            |
| 1994 | Saajan Ka Ghar                   | Laxmi                      |                                                            |
| 1995 | Ram Jaane                        | Bela                       |                                                            |
| 1995 | Kartavya                         | Kajal Sahay                |                                                            |
| 1995 | Naajayaz                         | agente Sandhya             |                                                            |
| 1995 | Aatank Hi Aatank                 | Neha                       |                                                            |
| 1996 | Talaashi                         | Megha                      |                                                            |
| 1996 | Loafer                           | Kiran Mathur               |                                                            |
| 1996 | Bandish                          | Kanta                      |                                                            |
| 1996 | Daraar                           | Priya Bhatia               |                                                            |
| 1997 | Yes Boss                         | Seema Kapoor               |                                                            |
| 1997 | Ishq                             | Madhu                      |                                                            |
| 1997 | Mr. and Mrs. Khiladi             | Shalu                      |                                                            |
| 1997 | Deewana Mastana                  | Dr Neha Sharma             |                                                            |
| 1998 | Saat Rang Ke Sapne               | Jalima                     |                                                            |
| 1998 | Harikrishnans                    | Mira Varma                 | Malayalam film                                             |
| 1998 | Duplicate                        | Sonia Kapoor               |                                                            |
| 1998 | Jhooth Bole Kauwa Kaate          | Urmila Abhyankar           |                                                            |
| 1999 | Safari                           | Anjali Agarwal             |                                                            |
| 1999 | Arjun Pandit                     | Nisha Chopra               |                                                            |
| 1999 | Shaheed Uddham Singh             | Noor Jehan                 |                                                            |
| 2000 | Gang                             | Sanam                      |                                                            |
| 2000 | Karobaar: The Business of Love   | Seema Saxena               |                                                            |
| 2000 | Phir Bhi Dil Hai Hindustani      | Ria Banerjee               |                                                            |
| 2001 | One 2 Ka 4                       | Geeta Chowdhary            |                                                            |
| 2001 | Ek Rishtaa                       | Priti Kapoor               |                                                            |
| 2001 | Aamdani Atthani Kharcha Rupaiyaa | Jhoomri                    |                                                            |
| 2003 | 3 Deewarein                      | Chandrika                  |                                                            |
| 2003 | Jhankaar Beats                   | Shanti                     |                                                            |
| 2004 | Des Hoya Pardes                  | Jassi                      | Punjabi film                                               |
| 2005 | My Brother Nikhil                | Anamika                    |                                                            |
| 2005 | Paheli                           | Gajrobai                   |                                                            |
| 2005 | Khamoshh... Khauff Ki Raat       | Dr Sakshi Saagar           | gastoptreden                                               |
| 2005 | Home Delivery: Aapko... Ghar Tak | Parvati Kakkar             | gastoptreden                                               |
| 2005 | 7½ Phere                         | Asmi Ganatra               |                                                            |
| 2005 | Dosti: Friends Forever           | Aditi                      | gastoptreden                                               |
| 2006 | Bas Ek Pal                       | Ira Malhotra               |                                                            |
| 2006 | Waris Shah: Ishq Daa Waaris      | Bhaagbhari                 | Punjabi film                                               |
| 2007 | Salaam-e-Ishq: A Tribute To Love | Seema                      |                                                            |
| 2007 | Swami                            | Radha                      |                                                            |
| 2007 | Om Shanti Om                     |                            | nummer "Deewangi Deewangi"                                 |
| 2008 | Bhootnath                        | Anjali Sharma              |                                                            |
| 2008 | Krazzy 4                         | Dr. Sonali                 |                                                            |
| 2008 | Kismat Konnection                | Haseena Bano Jaan          |                                                            |
| 2009 | Luck By Chance                   | Minty Rolly                | gastoptreden                                               |
| 2009 | Kal Kissne Dekha                 | spreker op podium          | cameo                                                      |
| 2010 | Sukhmani – Hope for Life         | Kuldeep Singh's echtgenote | Punjabi film                                               |
| 2010 | Ramayana: The Epic               | Sita                       | stemacteur, animatiefilm                                   |
| 2010 | Lafangey Parindey                | Rechter                    | gastoptreden                                               |
| 2011 | I Am                             | Megha                      |                                                            |
| 2012 | Krishna Aur Kans                 | Yashoda                    | stemacteur, animatiefilm                                   |
| 2012 | Main Krishna Hoon                | Kantaben                   |                                                            |
| 2012 | Son of Sardaar                   | Parmeet Kaur               |                                                            |
| 2013 | Bombay Talkies                   |                            | nummer "Apna Bombay Talkies"                               |
| 2013 | Hum Hai Raahi Car Ke             | dokter Vaiyajanti iyer     | gastoptreden                                               |
| 2014 | Gulaab Gang                      | Sumitra Devi Bagrecha      |                                                            |
| 2014 | Dil Vil Pyaar Vyaar              | Simran                     | Punjabi film                                               |
| 2014 | The Hundred-Foot Journey         | Ammi Kadam                 | gastoptreden                                               |
| 2016 | Chalk n Duster                   | Jyoti                      |                                                            |
| 2017 | Pushpaka Vimana                  |                            | Kannada film, nummer "Jilka Jilkare"                       |
| 2018 | Ventilator                       | dokter                     | Gujarati film, gastoptreden                                |
| 2018 | Zero                             | haarzelf                   | cameo                                                      |
| 2019 | Ek Ladki Ko Dekha Toh Aisa Laga  | Chatro                     |                                                            |
| 2019 | Hume Tumse Pyaar Kitna           |                            | cameo                                                      |
| 2019 | Very Good 10/10                  | muzieklerares              | Kannada film, cameo en ook zangeres "Kalisu Guruve Kalisu" |
| 2022 | Sharmaji Namkeen                 | Veena Manchanda            |                                                            |
| 2023 | Friday Night Plan                | mevrouw Menon              | Netflix film                                               |

- Bibsys: 1707990462666
- Bibliothèque nationale de France: cb16272905g (data)
- Gemeinsame Normdatei: 141507942
- International Standard Name Identifier: 0000 0001 1874 1403
- Library of Congress Control Number: no95035671
- MusicBrainz: 7f60092a-78d1-4577-92f2-b2de4801b7fe
- Nationale bibliotheek van Australië: 40578870
- Nationale Bibliotheek van Israël: 987010039789405171
- Nationale Bibliotheek van Polen: a0000002775081
- Système universitaire de documentation: 14050902X
- Trove: 1448083
- Virtual International Authority File: 26649022
- WorldCat: E39PBJcGhX7W7dmfkXmvjtRqcP